# Psautier de Lausanne
Le Psautier de Lausanne est une variante du Psautier de Genève (c'est-à-dire un corpus de psaumes accompagnés de mélodies, destiné à être chantés lors des services par les communautés protestantes). Il apparaît en 1565 à l'initiative de Guillaume Franc, chantre de l'Église de Lausanne.

## Origine
En 1562 paraissent les nombreuses éditions du Psautier de Genève. Constitué de 49 psaumes traduits par Clément Marot et de 100 psaumes traduits par Théodore de Bèze, il contient également les Commandements de Dieu traduits par Marot (Lève le cœur, ouvre l'oreille...) et le Cantique de Siméon traduit par le même (Or laisse Createur, en paix ton serviteur). Ces pièces sont dotées de 125 mélodies différentes, composées par les chantres Guillaume Franc, Loys Bourgeois et peut-être Pierre Davantès. Il y a donc 25 psaumes qui se chantent sur des mélodies écrites pour un autre psaume.

## L'œuvre de Guillaume Franc, peut-être de François Gindron

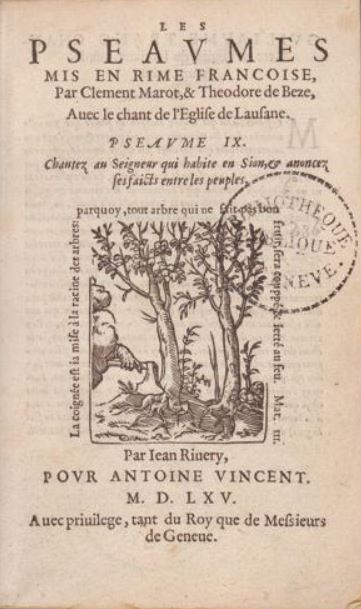
Page de titre des Psaumes de Marot et Bèze à l'usage de Lausanne (1565).

Après quelques années passées à Genève, le chantre Guillaume Franc repart à Lausanne en 1545. Il occupe les postes de chantre de l'Église de Lausanne, et maître au collège. En 1565, trois ans après la parution des premières éditions complètes du Psautier de Genève (dans sa version officielle et complète, Franc en fait paraître une édition remaniée : Les Pseaumes mis en rime françoise, par Clément Marot, & Théodore de Bèze, avec le chant de l’Église de Lausanne. [Genève] : Jean Rivery, 1565. 8°, [16]-470 p. 
Dans cette édition, tous les psaumes qui dans le Psautier de Genève étaient dotés d’une mélodie déjà employée reçoivent ici une mélodie originale composée par Guillaume Franc. Il a également fait des corrections diverses, supprimé des pauses et des syncopes, et modifié quelques mélodies.
Guillaume Franc, qui était déjà l’initiateur des mélodies du Psautier de Genève, semble avoir voulu se positionner comme le paracheveur du même recueil. Mais le Psautier de Genève avait déjà été largement diffusé, à des milliers d’exemplaires, et la tentative de Franc fut sans suite : malgré son intérêt intrinsèque l’ouvrage ne fut jamais réédité.
Il est possible que ce psautier de 1565 ait incorporé des mélodies déjà proposées en 1558 dans un psautier à l'usage de l'Église de Lausanne, imprimé par Jean Rivery. Ce recueil, maintenant perdu, aurait pu avoir été élaboré par le chantre François Gindron (mort en 1564), ce dernier ayant déjà à cette époque fait imprimer plusieurs œuvres en musique. Pierre Pidoux a fait remarquer que le Psautier de Lausanne n'a paru qu'après la mort de Gindron, ceci pouvant expliquer cela.